# Morières-lès-Avignon
Morières-lès-Avignon – miejscowość i gmina we Francji, w regionie Prowansja-Alpy-Lazurowe Wybrzeże, w departamencie Vaucluse.
Według danych na rok 1990 gminę zamieszkiwało 6405 osób, a gęstość zaludnienia wynosiła 619 osób/km² (wśród 963 gmin regionu Prowansja-Alpy-W. Lazurowe Morières-lès-Avignon plasuje się na 106. miejscu pod względem liczby ludności, natomiast pod względem powierzchni na miejscu 685.).

## Populacja

Populacja Morières-lès-Avignon w latach 1962-2008